# Liste von Terroranschlägen im Jahr 2024
Die Liste von Terroranschlägen im Jahr 2024 enthält eine Auswahl von Terroranschlägen, die sich im Jahr 2024 ereigneten. Attentate werden gesondert in der Liste bekannter Attentate behandelt. Die Liste von Sprengstoffanschlägen beinhaltet auch nichtterroristische Anschläge. Die Liste von Flugzeugentführungen enthält eine Liste mit meist terroristischem Hintergrund.

## Erläuterung
In der Spalte Politische Ausrichtung ist die politische bzw. weltanschauliche Einordnung der Täter angegeben: faschistisch, rassistisch, nationalistisch, nationalsozialistisch, sozialistisch, kommunistisch, antiimperialistisch, islamistisch (schiitisch, sunnitisch, deobandisch, salafistisch, wahhabitisch), hinduistisch. Bei vorrangig auf staatliche Unabhängigkeit oder Autonomie zielender Ausrichtung ist autonomistisch vorangestellt, gefolgt von der Region oder der Volksgruppe und ggf. weiteren Merkmalen der Täter: armenisch, irisch (katholisch), kurdisch, tirolisch, tschetschenisch, dagestanisch, punjabisch (sikhistisch), palästinensisch, paschtunisch.
- Wenn die Zahl der Opfer 20 oder mehr beträgt, wird sie fett dargestellt. Wenn die Zahl der Opfer 50 oder mehr beträgt, wird sie außerdem unterstrichen.
- Die Zahl bei den Anschlägen getöteter/verletzter Täter ist in Klammern ( ) gesetzt.

## Januar
| Datum/Beginn    | Betroffenes Land             | Stadt/Ort  | Artikel/Quellenangabe                           | Täter             | Politische Ausrichtung                                                               | Mittel                      | Ziel                                 | Tote | Verletzte | Hintergrund                        |
| --------------- | ---------------------------- | ---------- | ----------------------------------------------- | ----------------- | ------------------------------------------------------------------------------------ | --------------------------- | ------------------------------------ | ---- | --------- | ---------------------------------- |
| 03. Januar 2024 | Iran                         | Kerman     | Bombenanschläge in Kerman 2024                  | IS                | salafistisch, wahhabitisch                                                           | 2 ferngezündete Sprengsätze | Prozession zu Ehren Qasem Soleimanis | 89   | 284       |                                    |
| 23. Januar 2024 | Demokratische Republik Kongo | Nord-Kivu  | [ 1 ]                                           | Bewegung 23. März |                                                                                      | Mörser                      | Dorf, Zivilisten                     | 19   | 26        | Dritter Kongokrieg                 |
| 28. Januar 2024 | Jordanien                    | Rukban     | [ 2 ]                                           | IRI               | irakisch-nationalistisch, schiitisch-islamistisch, antiamerikanisch, antizionistisch | Drohne                      | US-Militärstützpunkt, Soldaten       | 3    | 34        | Krieg in Israel und Gaza seit 2023 |
| 28. Januar 2024 | Niger                        | Moto Gatta | [ 3 ]                                           |                   |                                                                                      | Schusswaffen                | Vigilanten, Zivilisten               | 22   |           | Aufstand im Maghreb seit 2002      |
| 28. Januar 2024 | Türkei                       | Istanbul   | Terroranschlag auf eine Kirche in Istanbul 2024 | IS                | salafistisch, wahhabitisch                                                           | Pistolen                    | Kirche, alevitischer Zivilist        | 1    | 0         |                                    |

## Februar
| Datum/Beginn     | Betroffenes Land | Stadt/Ort                   | Artikel/Quellenangabe                 | Täter | Politische Ausrichtung     | Mittel           | Ziel                             | Tote | Verletzte | Hintergrund                   |
| ---------------- | ---------------- | --------------------------- | ------------------------------------- | ----- | -------------------------- | ---------------- | -------------------------------- | ---- | --------- | ----------------------------- |
| 06. Februar 2024 | Somalia          | Mogadischu                  | [ 4 ]                                 |       |                            | 4 Sprengsätze    | Markt                            | 10   | 20        | Somalischer Bürgerkrieg       |
| 07. Februar 2024 | Pakistan         | Belutschistan               | Bombenanschläge in Belutschistan 2024 | IS    | salafistisch, wahhabitisch | 2 Motorradbomben | Wahlbüros                        | 28   | 40        | Konflikt in Nordwest-Pakistan |
| 25. Februar 2024 | Burkina Faso     | Oudalan, nahe Fada N'Gourma | [ 6 ] [ 7 ]                           |       |                            | Schusswaffen     | Kirche, Moschee, VDP-Milizionäre | 39+  | 2+        | Aufstand im Maghreb seit 2002 |

## März
| Datum/Beginn  | Betroffenes Land | Stadt/Ort   | Artikel/Quellenangabe                                 | Täter        | Politische Ausrichtung      | Mittel                                     | Ziel                                       | Tote | Verletzte | Hintergrund                                          |
| ------------- | ---------------- | ----------- | ----------------------------------------------------- | ------------ | --------------------------- | ------------------------------------------ | ------------------------------------------ | ---- | --------- | ---------------------------------------------------- |
| 02. März 2024 | Schweiz          | Zürich      | [ 8 ] [ 9 ] [ 10 ]                                    | Islamist     | antisemitisch, islamistisch | Messer                                     | Jüdisch-orthodoxer Zivilist                | 0    | 1         | Islamistischer Terrorismus im deutschsprachigen Raum |
| 05. März 2024 | Deutschland      | Grünheide   | Anschlag auf die Tesla Gigafactory Berlin-Brandenburg | Vulkangruppe | linksextremistisch          | Brandstiftung                              | Hochspannungsmast                          | 0    | 0         |                                                      |
| 21. März 2024 | Afghanistan      | Kandahar    | [ 13 ]                                                | IS           | salafistisch, wahhabitisch  | Selbstmordattentäter                       | New-Kabul-Bank-Filiale, Taliban-Mitglieder | 21   | 50        | Krieg in Afghanistan                                 |
| 22. März 2024 | Russland         | Krasnogorsk | Anschlag in Krasnogorsk                               | ISIS-K       | salafistisch, wahhabitisch  | Sturmgewehre, Pistolen, Messer, Brandsätze | Crocus City Hall, Zivilisten               | 145  | 551       |                                                      |
| 22. März 2024 | Niger            | Téguey      | [ 14 ]                                                |              |                             | Sprengsätze, Schusswaffen                  | Soldaten                                   | 23   | 17        | Aufstand im Maghreb seit 2002                        |
| 30. März 2024 | Syrien           | Aʿzāz       | [ 15 ]                                                |              |                             | Autobombe                                  | Markt                                      | 7    | 30        | Bürgerkrieg in Syrien seit 2011                      |

## April
| Datum/Beginn   | Betroffenes Land | Stadt/Ort            | Artikel/Quellenangabe                     | Täter                                      | Politische Ausrichtung                                            | Mittel | Ziel                  | Tote | Verletzte | Hintergrund |
| -------------- | ---------------- | -------------------- | ----------------------------------------- | ------------------------------------------ | ----------------------------------------------------------------- | ------ | --------------------- | ---- | --------- | ----------- |
| 2. April 2024  | Großbritannien   | Worcester            | [ 16 ]                                    | Callum Ulysses Parslow (White Supremacist) | rechtsextremistisch, neonazistisch, rassistisch und antisemitisch | Messer | Asylbewerber          | 0    | 1         |             |
| 13. April 2024 | Australien       | Sydney               | Messerattacke in Sydney am 13. April 2024 | Joel C.                                    | Frauenhass                                                        | Messer | Frauen                | 6    | 12        |             |
| 15. April 2024 | Australien       | Sydney               | [ 17 ]                                    |                                            | islamistisch                                                      | Messer | Kirche, Mari Emmanuel | 0    | 6 (+1)    |             |
| 27. April 2024 | Deutschland      | Murnau am Staffelsee | [ 18 ]                                    |                                            | russisch-nationalistisch                                          | Messer | Ukrainische Soldaten  | 2    | 0         |             |

## Mai
| Datum/Beginn | Betroffenes Land             | Stadt/Ort | Artikel/Quellenangabe                     | Täter                        | Politische Ausrichtung     | Mittel       | Ziel                                        | Tote | Verletzte | Hintergrund                                          |
| ------------ | ---------------------------- | --------- | ----------------------------------------- | ---------------------------- | -------------------------- | ------------ | ------------------------------------------- | ---- | --------- | ---------------------------------------------------- |
| 03. Mai 2024 | Demokratische Republik Kongo | Nord-Kivu | [ 19 ] [ 20 ]                             | vermutlich Bewegung 23. März |                            | Sprengstoff  | 2 Flüchtlingslager                          | 35   | 20+       | Dritter Kongokrieg                                   |
| 17. Mai 2024 | Afghanistan                  | Bamiyan   | [ 21 ]                                    | IS                           | salafistisch, wahhabitisch | Schusswaffen | westliche Touristen                         | 6    | 7         |                                                      |
| 26. Mai 2024 | Mali                         | Mopti     | [ 22 ]                                    |                              |                            |              | Dorf, Zivilisten                            | 20+  |           | Krieg in Mali seit 2012                              |
| 31. Mai 2024 | Deutschland                  | Mannheim  | Messerangriff in Mannheim am 31. Mai 2024 | Sulaiman A.                  | islamistisch               | Messer       | Kundgebung, Michael Stürzenberger, Polizist | 1    | 6         | Islamistischer Terrorismus im deutschsprachigen Raum |

## Juni
| Datum/Beginn  | Betroffenes Land             | Stadt/Ort       | Artikel/Quellenangabe   | Täter                 | Politische Ausrichtung     | Mittel                                     | Ziel                                           | Tote     | Verletzte | Hintergrund                |
| ------------- | ---------------------------- | --------------- | ----------------------- | --------------------- | -------------------------- | ------------------------------------------ | ---------------------------------------------- | -------- | --------- | -------------------------- |
| 05. Juni 2024 | Sudan                        | al-Dschazira    | Massaker in Wad An Nora | Rapid Support Forces  |                            | Artillerie, Schusswaffen                   | Dorf, Krankenhaus, Markt, Soldaten, Zivilisten | 150–200+ | 200+      | Krieg im Sudan (seit 2023) |
| 07. Juni 2024 | Sudan                        | Khartum         | [ 25 ]                  | Rapid Support Forces  |                            | Artillerie                                 | Zivilisten                                     | 40       | 50        | Krieg im Sudan (seit 2023) |
| 08. Juni 2024 | Demokratische Republik Kongo | Nord-Kivu       | [ 26 ]                  | ADF                   | islamistisch               | Schusswaffen, Macheten                     | Dörfer                                         | 41       |           | ADF-Konflikt               |
| 09. Juni 2024 | Indien                       | Reasi           | [ 27 ]                  | The Resistance Front  | autonomistisch             | Schusswaffen                               | Passagierbus                                   | 9        | 33        | Aufstand in Kaschmir       |
| 20. Juni 2024 | Demokratische Republik Kongo | Ituri (Provinz) | [ 28 ]                  | CODECO                | christlich-animistisch     | Schusswaffen, Macheten, Brandstiftung      | Dörfer                                         | 23       |           | Ituri-Konflikt             |
| 29. Juni 2024 | Nigeria                      | Gwoza (Borno)   | [ 29 ] [ 30 ]           | vermutlich Boko Haram | wahhabitisch, islamistisch | Selbstmordattentäterinnen mit Sprengsätzen | Hochzeit, Krankenhaus, Trauerfeier             | 32       | 42        | Boko-Haram-Konflikt        |

## Juli
| Datum/Beginn  | Betroffenes Land             | Stadt/Ort                                                                           | Artikel/Quellenangabe | Täter                       | Politische Ausrichtung                 | Mittel                             | Ziel                                        | Tote     | Verletzte | Hintergrund                |
| ------------- | ---------------------------- | ----------------------------------------------------------------------------------- | --------------------- | --------------------------- | -------------------------------------- | ---------------------------------- | ------------------------------------------- | -------- | --------- | -------------------------- |
| 13. Juli 2024 | Demokratische Republik Kongo | Ituri (Provinz)                                                                     | [ 31 ]                | CODECO                      | christlich-animistisch                 |                                    | Miliz, Soldaten                             | 19 (+7)  | 5         | Ituri-Konflikt             |
| 14. Juli 2024 | Somalia                      | Mogadischu                                                                          | [ 32 ]                | al-Shabaab                  | wahhabitisch, islamistisch             | Selbstmordattentäter mit Autobombe | Café, Public Viewing                        | 8 (+1)   | 20        | Somalischer Bürgerkrieg    |
| 15. Juli 2024 | Oman                         | Maskat                                                                              | [ 33 ]                | IS                          | salafistisch, wahhabitisch             | Schusswaffen                       | Schiitische Moschee                         | 6 (+3)   | 30        |                            |
| 22. Juli 2024 | Somalia                      | Jubaland                                                                            | [ 34 ]                | al-Shabaab                  | wahhabitisch, islamistisch             | 4 Autobomben                       | Militärstützpunkte                          | 35 (+80) |           | Somalischer Bürgerkrieg    |
| 27. Juli 2024 | Mali                         | Tinzaouatène                                                                        | [ 35 ]                | CSP-DPA                     | autonomistisch, azawad-nationalistisch |                                    | Militärkonvoi, Soldaten, Wagner-Milizionäre | 25 (+9)  | 24+ (+12) | Krieg in Mali seit 2012    |
| 27. Juli 2024 | Sudan                        | al-Fāschir                                                                          | [ 36 ]                | Rapid Support Forces        |                                        | Artillerie                         | Märkte, Krankenhäuser, Wohngebäude          | 22       | 75        | Krieg im Sudan (seit 2023) |
| 29. Juli 2024 | Frankreich                   | nahe Arrou, nahe Croisilles, nahe Lamorville, nahe Pagny-sur-Moselle, nahe Vergigny | [ 37 ]                | vermutlich Linksextremisten | linksextremistisch                     | Brandstiftung                      | Schieneninfrastruktur                       | 0        | 0         |                            |

## August
| Datum/Beginn    | Betroffenes Land | Stadt/Ort  | Artikel/Quellenangabe                 | Täter                                    | Politische Ausrichtung     | Mittel                                          | Ziel          | Tote    | Verletzte | Hintergrund                                          |
| --------------- | ---------------- | ---------- | ------------------------------------- | ---------------------------------------- | -------------------------- | ----------------------------------------------- | ------------- | ------- | --------- | ---------------------------------------------------- |
| 02. August 2024 | Somalia          | Mogadischu | Anschlag in Mogadischu im August 2024 | al-Shabaab                               | wahhabitisch, islamistisch | Selbstmordattentäter, Schusswaffen, Sprengsätze | Strandhotel   | 38 (+6) | 212       | Somalischer Bürgerkrieg                              |
| 17. August 2024 | Somalia          | Mogadischu | [ 39 ]                                | al-Shabaab                               | wahhabitisch, islamistisch | Sprengsatz                                      | Teehaus       | 20      | 10+       | Somalischer Bürgerkrieg                              |
| 17. August 2024 | Sudan            | Sannar     | Galgani-Massaker                      | Rapid Support Forces                     |                            | Brandstiftung                                   | Dorfbewohner  | 85      | 153       | Krieg im Sudan (seit 2023)                           |
| 23. August 2024 | Deutschland      | Solingen   | Messeranschlag in Solingen            | Islamist                                 | islamistisch               | Messer                                          | Veranstaltung | 3       | 8         | Islamistischer Terrorismus im deutschsprachigen Raum |
| 24. August 2024 | Burkina Faso     | Barsalogho | [ 41 ] [ 42 ]                         | Dschamāʿat Nusrat al-Islām wa-l-Muslimīn | islamistisch               | Schusswaffen                                    | Dorfbewohner  | 200+    | 100–300+  | Islamistischer Aufstand in Burkina Faso              |

## September
| Datum/Beginn       | Betroffenes Land | Stadt/Ort              | Artikel/Quellenangabe    | Täter                | Politische Ausrichtung     | Mittel                      | Ziel                  | Tote | Verletzte | Hintergrund                                          |
| ------------------ | ---------------- | ---------------------- | ------------------------ | -------------------- | -------------------------- | --------------------------- | --------------------- | ---- | --------- | ---------------------------------------------------- |
| 03. September 2024 | Nigeria          | Yobe                   | [ 43 ]                   | Boko Haram           | wahhabitisch, islamistisch | Schusswaffen, Brandstiftung | Dorf                  | 102  | 30        | Scharia-Konflikt in Nigeria                          |
| 05. September 2024 | Deutschland      | München                | Anschlag in München 2024 | Emrah I.             | antisemitisch              | Schusswaffe                 | israelisches Konsulat | 1    | 0         | Islamistischer Terrorismus im deutschsprachigen Raum |
| 09. September 2024 | Sudan            | Sannar                 | [ 44 ]                   | Rapid Support Forces |                            | Artillerie                  | Zivilisten            | 31   | 100       | Krieg im Sudan (seit 2023)                           |
| 17. September 2024 | Kolumbien        | Departamento de Arauca | [ 45 ]                   | ELN                  | marxistisch-leninistisch   | Autobombe                   | Militärstützpunkt     | 2    | 27        | Bewaffneter Konflikt in Kolumbien                    |
| 19. September 2024 | Niederlande      | Rotterdam              | [ 46 ]                   | Islamist             | islamistisch               | Messer                      | Passanten             | 1    | 1         |                                                      |

## Oktober
| Datum/Beginn     | Betroffenes Land | Stadt/Ort           | Artikel/Quellenangabe         | Täter                | Politische Ausrichtung                                                          | Mittel                                      | Ziel                                       | Tote   | Verletzte | Hintergrund                                                               |
| ---------------- | ---------------- | ------------------- | ----------------------------- | -------------------- | ------------------------------------------------------------------------------- | ------------------------------------------- | ------------------------------------------ | ------ | --------- | ------------------------------------------------------------------------- |
| 03. Oktober 2024 | Syrien           | Golanhöhen          | [ 47 ]                        | IRI                  | schiitisch-islamistisch, antiamerikanisch, antizionistisch, antiimperialistisch | Drone                                       | Israelischer Militärstützpunkt             | 2      | 24        | Krieg in Israel und Gaza seit 2023                                        |
| 03. Oktober 2024 | Haiti            | Pont-Sondé          | Pont-Sondé-Massaker           | Gran-Grif-Gang       |                                                                                 |                                             |                                            | 115    | 50        | Gang-Krieg auf Haiti                                                      |
| 10. Oktober 2024 | Pakistan         | Belutschistan       | [ 49 ]                        |                      |                                                                                 | Schusswaffen, Raketen, Handgranaten         | Bergwerk                                   | 21     | 6         | Konflikt in Nordwest-Pakistan                                             |
| 23. Oktober 2024 | Türkei           | Ankara              | [ 50 ]                        | PKK                  | autonomistisch, kurdisch-sozialistisch                                          | Sturmgewehre, Handgranaten, Sprengsätze     | Turkish-Aerospace-Industries-Hauptquartier | 5 (+2) | 22        | Konflikt zwischen der Republik Türkei und der PKK                         |
| 26. Oktober 2024 | Sudan            | al-Dschazira        | Massaker in al-Dschazira 2024 | Rapid Support Forces |                                                                                 | Schusswaffen, Brandstiftung, Vergewaltigung | Dorf                                       | 300    | 200       | Krieg im Sudan (seit 2023)                                                |
| 27. Oktober 2024 | Israel           | nahe Tel Aviv-Jaffa | [ 52 ]                        |                      |                                                                                 | Lastwagen                                   | Bushaltestelle, Zivilisten                 | 1 (+1) | 30        | Krieg in Israel und Gaza seit 2023, Israelisch-palästinensischer Konflikt |
| 27. Oktober 2024 | Tschad           | Lac                 | [ 53 ]                        | Boko Haram           | wahhabitisch, islamistisch                                                      | Brandstiftung                               | Militärstützpunkt                          | 40     |           | Boko-Haram-Konflikt                                                       |

## November
| Datum/Beginn      | Betroffenes Land | Stadt/Ort | Artikel/Quellenangabe | Täter                       | Politische Ausrichtung                                | Mittel               | Ziel                | Tote    | Verletzte | Hintergrund           |
| ----------------- | ---------------- | --------- | --------------------- | --------------------------- | ----------------------------------------------------- | -------------------- | ------------------- | ------- | --------- | --------------------- |
| 09. November 2024 | Pakistan         | Quetta    | [ 54 ]                | Balochistan Liberation Army | autonomistisch, belutschisch-nationalistisch, säkular | Selbstmordattentäter | Hauptbahnhof Quetta | 26 (+1) | 62        | Belutschistankonflikt |

## Dezember
| Datum/Beginn      | Betroffenes Land   | Stadt/Ort      | Artikel/Quellenangabe                        | Täter                 | Politische Ausrichtung     | Mittel             | Ziel                            | Tote | Verletzte | Hintergrund                     |
| ----------------- | ------------------ | -------------- | -------------------------------------------- | --------------------- | -------------------------- | ------------------ | ------------------------------- | ---- | --------- | ------------------------------- |
| 04. Dezember 2024 | Vereinigte Staaten | New York City  | [ 55 ]                                       | Luigi M.              |                            | Schusswaffe        | Brian Thompson                  | 1    | 0         |                                 |
| 09. Dezember 2024 | Sudan              | Khartum        | [ 56 ]                                       |                       |                            | Sprengstoff        | Tankstelle                      | 28   | 37        | Krieg im Sudan (seit 2023)      |
| 10. Dezember 2024 | Syrien             | nahe as-Suchna | [ 57 ]                                       | IS                    | salafistisch, wahhabitisch | Exekution          | Syrische Soldaten               | 54   |           | Bürgerkrieg in Syrien seit 2011 |
| 10. Dezember 2024 | Sudan              | Omdurman       | [ 58 ]                                       | Rapid Support Forces  |                            | Artillerie         | Markt, Passagierbus, Zivilisten | 65   | 200+      | Krieg im Sudan (seit 2023)      |
| 13. Dezember 2024 | Sudan              | al-Fāschir     | [ 59 ]                                       | Rapid Support Forces  |                            | Raketen            | Krankenhaus                     | 9    | 20        | Krieg im Sudan (seit 2023)      |
| 20. Dezember 2024 | Mali               | Region Mopti   | [ 60 ]                                       | vermutlich Islamisten | islamistisch               | Brandstiftung      | Dörfer                          | 20+  |           | Krieg in Mali seit 2012         |
| 20. Dezember 2024 | Deutschland        | Magdeburg      | Anschlag auf den Magdeburger Weihnachtsmarkt | Taleb Al-Abdulmohsen  | rechtsextremistisch        | Personenkraftwagen | Weihnachtsmarkt                 | 6    | 299+      |                                 |
| 30. Dezember 2024 | Sudan              | Khartum        | [ 63 ]                                       | Rapid Support Forces  |                            | Raketen            | Krankenhaus                     | 9    | 121       | Krieg im Sudan (seit 2023)      |